# トゥウィーンズ
トゥウィーンズ（TWiiNS）は、スロバキアのポップ・デュオであり、双子の姉妹、ダニエラ・ニーズロヴァー（Daniela Nízlová）とヴェロニカ・ニーズロヴァー（Veronika Nízlová）から成る。姉妹は1986年5月15日にフロンスキー・ベニャディク（Hronský Beňadik）に生まれた。1996年にTweensとして結成され、2006年にTwice as Niceに改称され、2008年からTWiiNSとなる。

## ユーロビジョン・ソング・コンテスト
ユーロビジョン・ソング・コンテスト2008では、チェコ代表・テレザ・ケルンドロヴァーのバック・ヴォーカルを務めた。ユーロビジョン・ソング・コンテスト2011ではスロバキア代表に選ばれ、代表曲「I'm Still Alive」で2011年5月にドイツのデュッセルドルフで行われる同大会に出場する。

## ディスコグラフィー
- Tweens （2000年、Forza Music）
- Máme čas... - Tweens（2001年、Forza Music）
- Škrtni zápalkou - Tweens （2003年、Forza Music）
- Láska chce viac - Tweens （2005年、Forza Music）
- Compromise - Twiins （2009年、H.O.M.E.）